# Васоевичи

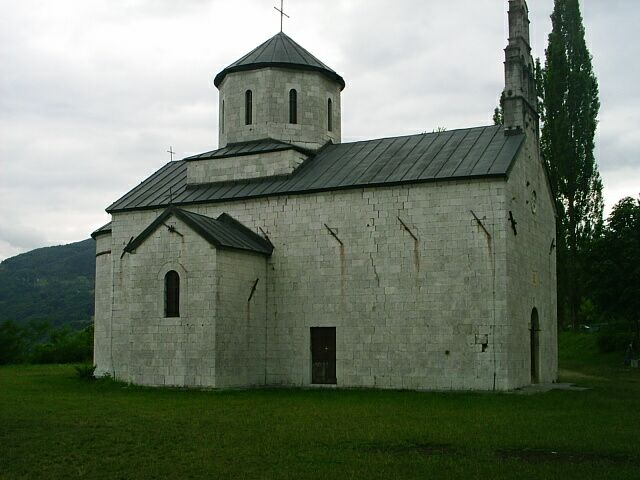
Церковь в Андриевице

Васоевичи (серб. Васојевићи, алб. Vasajt) — историческое горное племя и регион Черногории, в районе Брды. Это самое крупное из исторических племен, занимающее территорию от Лиевы-Риеки на юге до Бихора под Биело-Поле на севере, Матешево на западе и Плава на востоке. Вероятно, имели албанское происхождение. Большая часть истории племени до XVI века, естественно, передавалась через устную историю.
Хотя неофициальным центром является Андриевица на северо-востоке Черногории, племя происходит из Лиевой Риеки в центральной Черногории. Племя было образовано различными племенами, которые были объединены под властью центрального племени Васоевичей. Эти племена позже мигрировали в горы Комови и район реки Лим. Эмиграция продолжилась на территорию современной Сербии и других частей Черногории.
Хотя чувство племенной принадлежности в последние годы уменьшилось, оно не ушло в прошлое. Племенные объединения и организации все еще существуют (например, Udruženje Vasojevića «Vaso»). Это можно было ясно увидеть во время Референдума о независимости Черногории в 2006 году с участием объединенной оппозиции Васоевичей.

## География

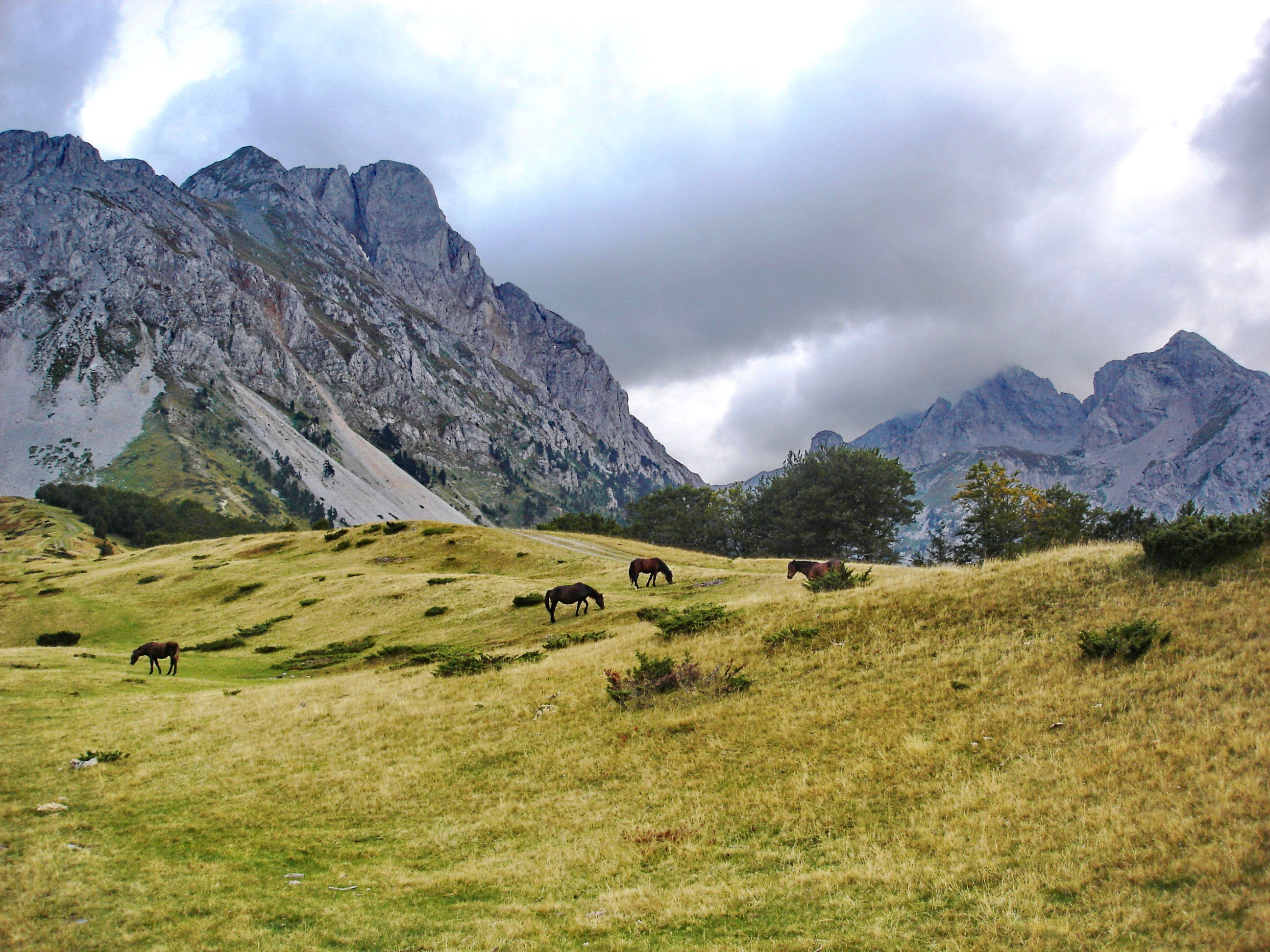
Пастбище в Комови

Васоевичи расположены на территории от Лиевой Риеки на юге до Бихора возле Биело-Поле на севере, Матешево на западе и Плава на востоке. На юге Васоевичи граничат с соседними племенами Кучи и Братоножичи. На востоке проходит граница с Албанией, тогда как северо-восточная граница в прошлом часто менялась, и постепенно Васоевичи расширились в этом направлении. Лиева-Риека представляет собой холмистую местность с лесами, перемежающимися ручьями и проливами, и то же самое относится ко всем Верхним Васоевичам. Однако в Нижнем Васоевичах вокруг рек больше равнин, поэтому горный рельеф более пологий.
В современной Черногории территория Васоевичи попадает в следующие муниципалитеты: Беране, Подгорица, Колашин, Плав и Биело-Поле (около 15 % территории Черногории). Одна из самых высоких гор Черногории, Ком Васоевички (2461 м (8074 фута)), названа в честь племени, а всю территорию, на которой обитает последнее, часто называют «Васоевичи».

## Происхождение

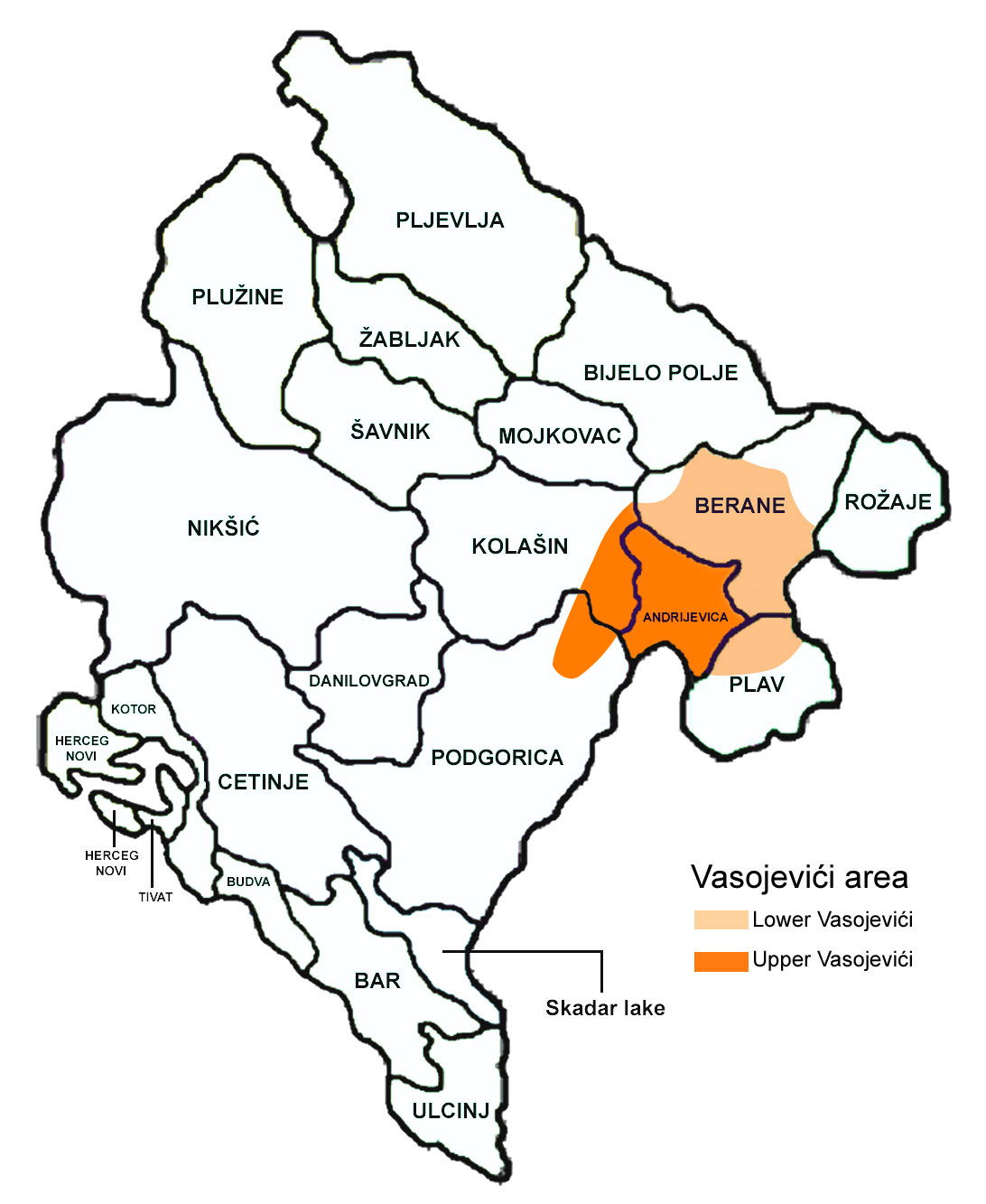
Территория племени Васоевичи

Вероятно, имевшие албанское происхождение, Васоевичи (албанский: Vasaj, также Vasoviqi или Vasojeviqi) претерпели процесс постепенной культурной интеграции с соседним славянским населением.
Васоевичи не являются племенем (племой) с общим предком по отцовской линии, но образовались под властью центрального племени, которое распространило свое название на многие другие братства по мере расширения на новой территории.

## История

### Средневековье

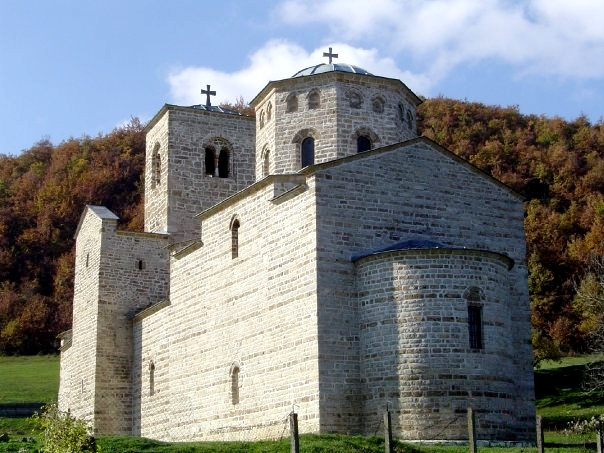
Монастырь Джурджеви Ступови недалеко от Беране

Васоевичи впервые упоминаются в отчете сената Рагузы, поданном рагузскими купцами и датированном 29 октября 1444 года. В то время они описывались не как племя, а как народ, поскольку они еще не полностью сформировались, но все еще были кланом, организованным как катун, обычно используемый влахскими и албанскими скотоводческими общинами. В отчете говорится о Васоевичах (и об их лидере Васо), когда они вместе с Белопавличами и Пипери напали на рагузских торговцев и нанесли им некоторый материальный ущерб возле деревни Речица (ныне Лиева Риека) . Васоевичи не упоминаются во Вранинском договоре 1455 года, что можно объяснить тем, что в то время они, по-видимому, представляли собой небольшую общину на территории Пипери, которая во второй половине 15 века охватывала современные Братоножичи и Лиеву Риеку. Васоевичи упоминаются в османском походе на Шкодер 1485 года, где деревня Речица была известна под альтернативным названием Васоевич. Согласно этому мнению, Васоевичи и Братоножичи еще не были признанными племенами , а формирование васоевичей как племени было длительным процессом, который, скорее всего, длился до конца 16 века, когда они отделились от нахии Пипери как отдельная и вполне сформировавшаяся племенная единица.

### XVII век
В 1613 году турки-османы начали поход против восставших племен Черногории. В ответ Васоевичи вместе с племенами Кучи, Белопавличи, Пипери, Кастрати, Кельменди, Шкрели и Хоти образовали политический и военный союз, известный как «Союз гор» или «Албанские горы». На общих собраниях лидеры принесли клятву (беса), договорившись изо всех сил противостоять любым предстоящим османским экспедициям, защищая тем самым свое самоуправление и не допуская установления власти османских спахов в северном нагорье. Их восстание носило освободительный характер, имея целью избавиться от османов со своих территорий. Мариано Болицца записал в 1614 году, что в Васоевичах было в общей сложности 90 домов сербской православной веры. Им командовали Николла Хотасеу (Николла Хотасев) и Лале Бойоф (Лале Божов), которые могли выставить до 280 солдат.
В 1658 году семь племен: Кучи, Васоевичи, Братоножичи, Пипери, Кельменди, Хоти и Груда объединились с Венецианской республикой, установив так называемое «Семикратное знамя» или «алай-барьяк» против османов. В 1689 году вспыхнуло восстание в Пипери, Ровце, Белопавличах, Братоножичах, Кучи и Васоевичах, одновременно вспыхнуло восстание в Призрене, Пее, Приштине и Скопье, а затем в октябре в Кратове и Крива-Паланке (Восстание Карпоша).

### XVIII—XIX века
Во время австро-турецкой войны, начавшейся в 1737 году, сербский патриарх Арсений IV Йованович Шакабента организовал восстание, и православное население Сербии и Брды восстало. Вместе с патриархом в июле 1737 года к австрийским войскам в Сербии присоединились вожди васоевичей и других племен Брды, которые помогли им взять Ниш и Нови-Пазар. 3000 горцев прибыли в пустынный Нови-Пазар на следующий день после вывода австрийских войск. По пути домой некоторые горцы Васоевичи и Кучи разграбили и сожгли Бихор. Османские репрессии против повстанцев начались в октябре 1737 года и имели ужасные последствия для людей, живущих в долинах рек Ибар, Западная Морава, Лим и Тара. Османская армия Ходаверди-паши Махмудбеговича сожгла и разрушила каждую деревню на своем пути, что вызвало миграцию тысяч сербов, а также албанцев-католиков. К концу 1737 года османская армия опустошила весь регион Васоевичи, сожгла и разрушила почти каждую деревню от Биело-Поле до Комовских гор. Большинство церквей и монастырей также были сожжены и разрушены, например, монастыри Джурджеви Ступови и Судиково в 1738 году, последнее так и не перестраивалось. Поражение Австрии в войне против османов привело к массовой миграции населения долины Верхнего Лима, которая обезлюдела, а часть ее жителей была порабощена или даже сослана в Метохию в 1739 году.
Регион Верхние Васоевичи был де-факто включен в состав Княжества Черногория в 1858 году, после битвы при Граховаце, и подтвержден 20 лет спустя Берлинским договором, в то время как район Нижнего Васоевичи остался под властью Османской империи.
В 1860 году правительство Черногории в рамках ассимиляционной кампании издало приказ об удалении некоторых вышивок и украшений с различных частей женского костюма Васоевичи, таких как джупелета, куртки или фартуки, и о том, чтобы традиционные черногорские костюмы были носить вместо этого. Позже в Васоевичи были отправлены чиновники для исполнения решения. Несмотря на это, женщины племени Васоевичи сохраняли свой традиционный народный костюм до начала 20 века.

### XX век
В начале 20-го века, еще находясь под властью Османской империи, нижние васоевичи стали радикальными и быстро начали создавать проблемы. В регионе на границе Черногории и Османской империи это стало проблемой для обоих государств. В 1911 году предложение Османской империи вернуть Нижние Васоевичи под власть Порты не увенчалось успехом. Не сумев усмирить соплеменников, власти Османской империи решили завербовать и отправить их с родины. Это имело неожиданный результат: летом 1912 года нижние Васоевичи восстали при поддержке черногорцев. С помощью военизированных формирований из Руговы, Плава, Гусинье и других соседних районах, османская регулярная армия смогла подавить восстание и опустошила деревни и посевы Нижнего Васоевичи, а монастырь Джурджеви Ступови был разграблен и сожжен.
Во время Первой мировой войны Королевство Черногория было оккупировано австро-венгерской армией с января 1916 года и до конца войны. Видному члену Васоевичей, бригадному генералу Радомиру Вешовичу было поручено расформировать черногорскую армию и согласовать условия с оккупационными силами. Не сумев этого сделать, генерал убил человека, посланного австрийцами его арестовать. Этот акт неповиновения вызвал движение сопротивления в Черногории, особенно среди родственников Вешовича Васоевичей, за которым последовала жесткая кампания репрессий со стороны австрийцев.
После окончания войны 19 ноября 1918 года в Подгорице было проведено Великое национальное собрание, чтобы решить будущий статус Черногории. На выборах победили белые (сербский: bjelaši), которые поддерживали одностороннее объединение с Сербией, в то время как тех, кто рассматривал это как аннексию Черногории Сербией, называли «Зелеными» (сербский: zelenaši). Вместе с Белопавличами, Дробняками, частью Никшичей и Граховляни, Васоевичи входили в число племен, которые поддерживали белых и после своей победы праздновали эффективный пансербизм.

### Вторая Мировая Война
Во время Второй мировой войны Васоевичи были разделены между двумя армиями сербских четников (роялистов) и югославских партизан (коммунистов), которые сражались друг с другом (воевода Павел Джуришич сформировал наиболее успешные отряды четников, в основном из Васоевичей). В результате конфликт распространился внутри родоплеменных структур. Партизаны сформировали отдельный батальон Васоевича. В боях против четников и итальянской фашистской армии он разгромил 200 четников и 160 итальянских солдат, защищавших позиции у озера Пешича во время наступления четников из Колашина.

### Распад Югославии
Как и в случае с другими черногорскими племенами, и хотя чувство племенной принадлежности не исчезло полностью, васоевичи как племя прекратили свое существование во времена коммунистической Югославии. Однако распад югославского государства способствовал возрождению северных черногорских племен, традиционно расположенных ближе к Белграду. Племенные собрания были организованы в этих исторических племенных районах под влиянием Социалистической народной партии Момира Булатовича и Сербской православной церкви с целью противодействия сепаратистским властям в Черногории. Исторически имея тесные связи с Сербией, Васоевичи были одними из самых решительных сторонников Булатовича, которые могли рассчитывать на большинство населения Андриевицы и Беране, главных городов региона Васоевичи. 12 июля 1994 года на традиционном собрании в честь Дня Святого Петра видные представители племени решили, что их регион присоединится к Сербии, если Черногория выйдет из состава Союзной Республики Югославии.

### XXI век
В мае 2006 года Черногория получила независимость после референдума о будущем Государственного Союза Сербии и Черногории. Однако 72 % избирателей в муниципалитете Андриевица, неофициальном центре региона Васоевичи, проголосовали против независимости Черногории. Это был второй по величине результат против разрыва государственного союза с Сербией (после муниципалитета Плужине).
Народное собрание Васоевичей много раз заявляло, что, помимо черногорского происхождения, все Васоевичи являются сербами и, таким образом, решительно выступают против и всегда выступали против отделения Черногории от Югославии. Черногорская перепись 2003 года показала, что 89,81 % васоевичей заявили себя сербами, и только 9,43 % заявили себя черногорцами. По данным переписи 2011 года, в большинстве населенных пунктов, связанных с Васоевичами, большинство назвало себя сербами. В Андриевице около 2/3 идентифицированы как сербы и 1/3 как черногорцы.

### 2010-е годы
Во время войны на Украине некоторые жители сел Андриевица, входящие в племя Васоевичи, решили бесплатно продать и отдать землю России, заявив, что «мы братья».

## Антропология

### Культура

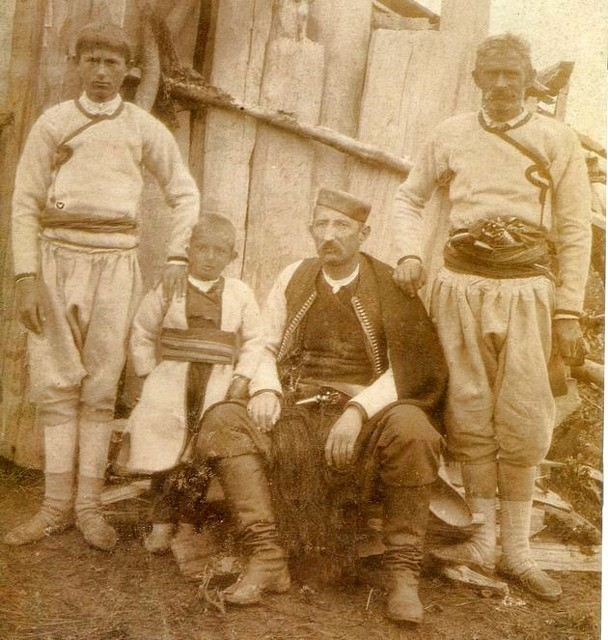
Капитан Еврем Бакич с семьей (1891 или 1892 гг.). Из коллекции Зорана Б. Зековича.

Во всех братствах существует традиция проявлять уважение к предкам, точно зная генеалогию и историю племени и семьи. Это также позволяет членам клана быть едиными, действовать сообща и всегда признавать родство. Что касается традиционных обычаев, до конца XIX века в Васоевичах оставались в употреблении следы варианта северных албанских канунов. Двухэтажные дома были известны как Кула.
Традиционная одежда васоевичей напоминает одежду других племен албанско-черногорского приграничья. В частности, женская одежда — шерстяная колокольчатая юбка, называемая облая или джупелета (последнее пришло через тюркский язык от арабского джубба), подобна жублете, которую носили албанские женщины из соседних племен малисор.

### Срблячи и Ашани
С момента своего первого упоминания в середине XV века и до конца XVII века Васоевичи оставались в своей колыбели Брде, центром которой была Лиева-Риека. В то время соседняя долина Верхнего Лима была населена сербами, с которыми Васоевичи находились в регулярных контактах и которых они называли Србляци (Србляк). Однако эти оригинальные Срблячи массово эмигрировали после 1651 года и были постепенно заменены различными братствами и семьями из Черногории и Брды. Сами Васоевичи постепенно расширились в долину верхнего Лима в XVIII веке и начали называть все другие братства и семьи, с которыми они столкнулись, срблячи, были ли они недавними пришельцами из других брдских или черногорских племен или оставшимися потомками первоначальных Срблячей.
В то же время появился аналогичный термин, Ашани (Ашанин), которым Васоевичи называли людей, живущих в Хасе, названии, которое затем было дано региону вокруг Беране. Название Хас затем использовалось османами для обозначения административной единицы, центром которой был Беране, а его жителей называли Ашани не только Васоевичи, но и горные племена в целом. А поскольку Беране в то время населяли только Срблячи, то название Ашанин приобрело в регионе то же значение, что и Србляк.
Таким образом, хотя изначально Срблячи имели более широкое значение, чем Ашани, эти два термина постепенно стали синонимами друг друга. Таким образом, с XIX века оба термина использовались для обозначения людей другого происхождения, проживающих в регионе Васоевичи.

### Народные традиции
Васоевичи считаются одной семьей или кланом, происходящими от одного предка мужского пола по имени Васойе. Об этом предке существуют различные народные сказания, и среди них выделяется вышеупомянутый Васое, а также Васо, который считается его потомком, хотя эти два имени часто путаются в разных легендах. Говорят, что этот одноименный предок поселился в Лиевой Риеке в то время, когда этот район был пустынным, где он должен был построить дом на правом берегу ручья Ножица. Среди легенд о происхождении племени считается, что Васое был внуком Вукана Неманича, а сам Васо был правнуком Васое. Согласно народному мифу, три братства Васоевичи происходят от Раде, Новака и Миомана, трех сыновей Васо.
Потомки Васо постепенно расширились на северо-восток и заселили регион у реки Лим, называемый Полимлье — территорию вокруг гор Комови, Андриевицы и Беране. Таким образом, они образовали самое большое племя (плему) из всех семи горных племен Черногории (то есть Васоевичи, Морачани, Ровчани, Братоножичи, Кучи, Пипери и Белопавличи). Часть племени, оставшегося свободным от турецкого владычества, проживает в районе Лиевой Риеки и Андриевице (Верхняя Нахия) — их все называют Верхними Васоевичами. Нижние Васоевичи (или Нижняя Нахия) населяли территорию Беране. Большая часть Нижнего Васоевичи находилась под властью Турции до Балканских войн в 20 веке.
Австрийский дипломат Иоганн Георг фон Хан записал одно из первых устных преданий о Васоевичах от католического священника по имени Габриэль в Шкодере в 1850 году. Согласно ему, первым прямым предком Васоевичи мужского пола был Вас Кеки, сын Кека, албанца-католика, бежавшего из Османской империи. завоевание поселилось на славяноязычной территории, которая впоследствии стала историческим регионом Пипери. Его сыновья, братья Лазер Кеки (предок Хоти), Бан Кеки (предок Триепши), Кастер Кеки (предок Красничей) и Меркота Кеки (предок Мркоевичей) пришлось покинуть деревню после совершения убийства против местных жителей, но Кек и его младший сын Пайпер Кеки остались там, а Пайпер Кеки стал прямым предком племени Пипери.
В XVIII веке на фольклор племени повлияло православное милленаризм, развившееся в среднеосманскую эпоху. Согласно одной из таких народных легенд, старейшина Васоевичей Стань предсказал греческим священникам пришествие сербского мессии, темного человека (crni čovjek), который освободит сербов от турок. Эти мифы как часть официальной сербской православной доктрины обеспечивали как фактическое признание османского правления, так и отрицание его легитимности.

### Этнографические отчеты
Согласно меморандуму, составленному австро-венгерским консулом Ф. Липпихом, изучавшим демографическую структуру региона, васоевичи считаются северной языковой границей албанцев и представляют собой группу славянских албанцев.
Баварский албанолог Мария Амели фон Годен во время своих путешествий все еще сообщала о следах двуязычия в районе Васоевичи. По ее сообщениям, хотя в этом районе больше не говорили на албанском языке, некоторые причитания и клятвы все еще пелись и читались на албанском языке.

## Известные люди

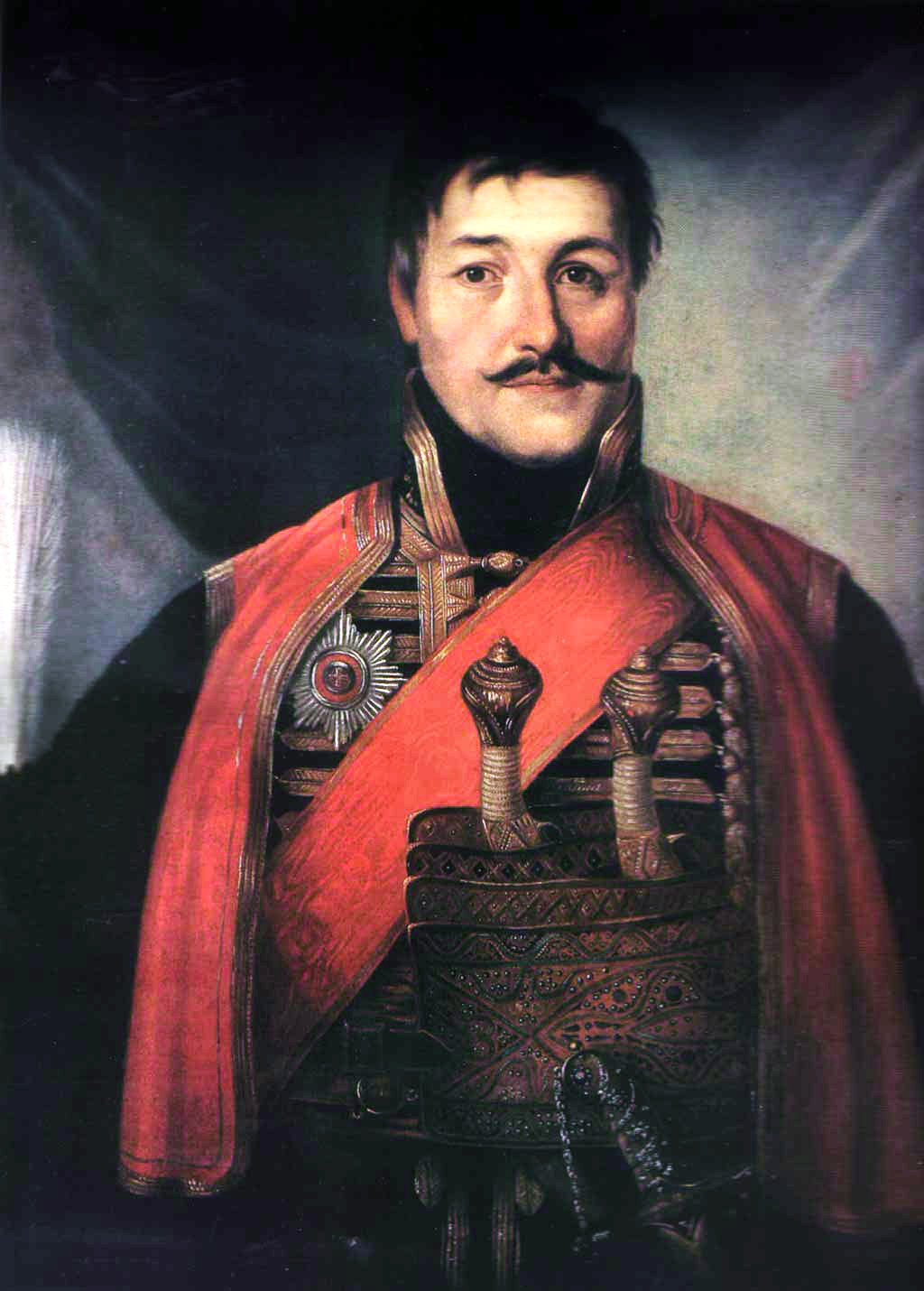
Сербская историография считает, что Карагеоргий Петрович происходил из Васоевичей.

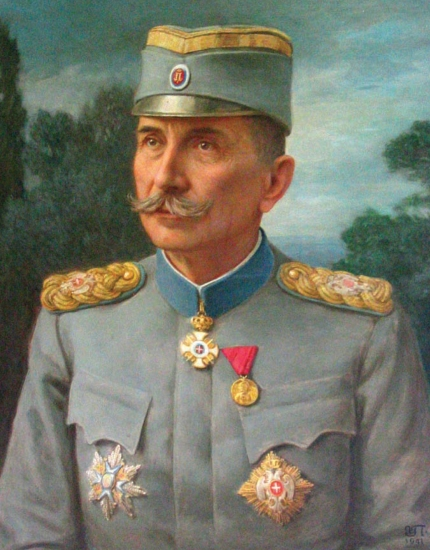
Сербский воевода Петар Бойович

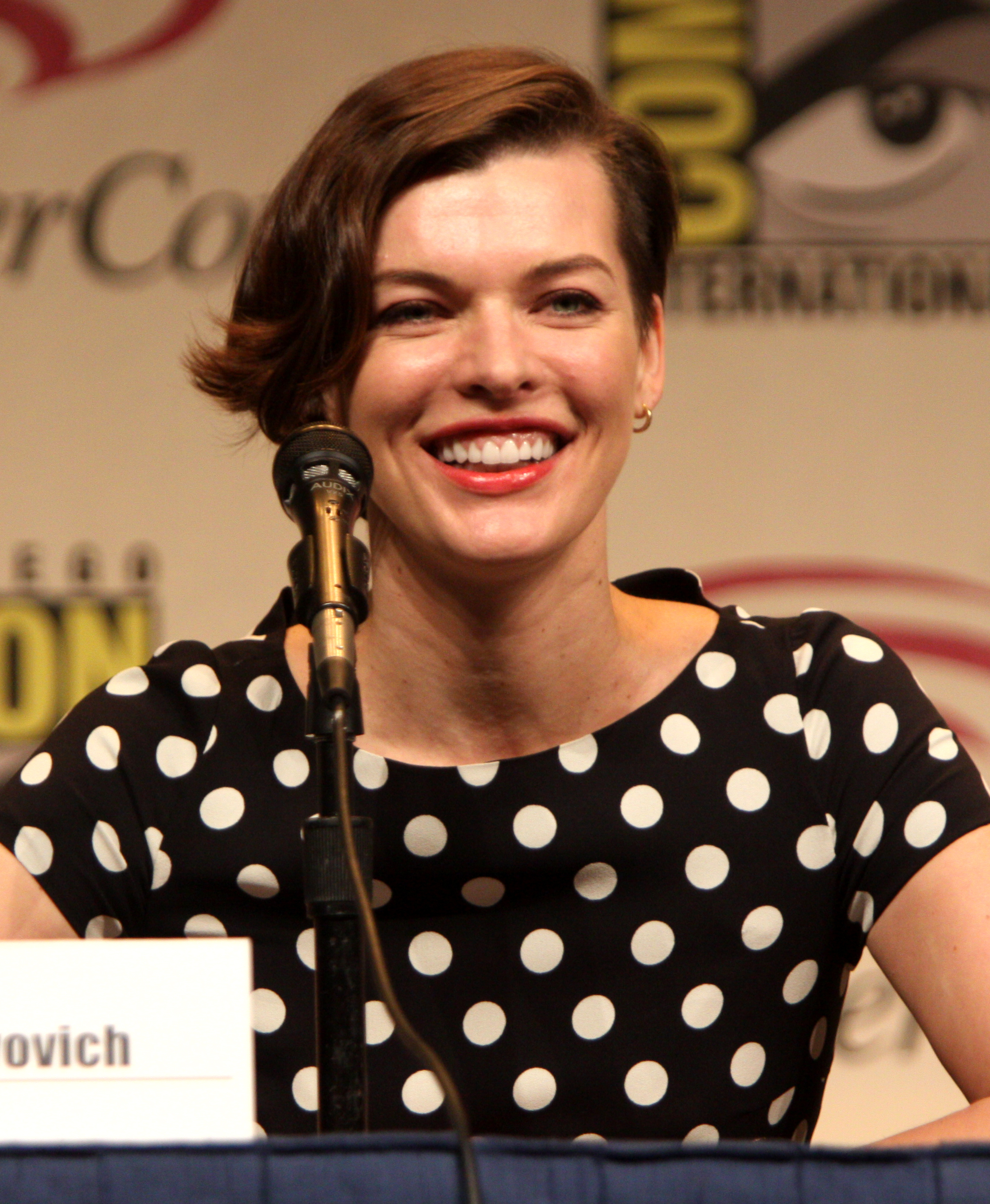
Голливудская актриса Милла Йовович

К началу Второй мировой войны в Полимле и Лиевой Риеке насчитывалось около 3 600 «домов» Васоевичей. Многие известные сербы, черногорцы или люди сербского или черногорского происхождения являются васоевичами по происхождению, например:
- Карагеоргий Петрович (1762—1817), сербский революционер, лидер Сербской революции и первый Великий Вождь Сербии[74]
- Слободан Милошевич (1941—2006), бывший президент Сербии и Югославии[75].
- Радомир Вешович (1871—1938) — военный министр Королевства Черногория, генерал дивизии 3-й армии Королевства СВС[76].
- Гавро Вукович (1852—1928), юрист, сенатор Княжества Черногория, военачальник, югославский политик и писатель[77].
- Аврам Цемович (1864—1914), военный офицер, командовавший черногорскими частями, захватившими Беране у османов[78]
- Момчило Цемович (1928—2001), президенты Исполнительного совета Социалистической Республики Черногория (премьер-министр) с 1978 по 1982 год. Министр финансов Югославии с 1974 по 1978 год[79].
- Милла Йовович (р. 1975), американская актриса, модель и музыкант[80]
- Петар Бойович (1858—1945), один из четырёх знаменитых сербских воевод (фельдмаршалов) в Балканских войнах и Первой мировой войне[81].
- Джорджие Лашич (1906—1944), черногорский сербский военный офицер Королевской югославской армии.
- Драган Николич (1943—2016), один из самых узнаваемых актеров сербского кино[82].
- Пуниша Рачич (1886—1944), сербский и югославский радикальный политик, убивший в 1928 году хорватского политика Степана Радича[83].
- Светозар Маркович (1846—1875), влиятельный сербский политический деятель XIX века[84].
- Михайло Лалич (1914—1992), известный писатель сербской и черногорской литературы. Некоторые считают его одним из величайших черногорских авторов[84].
- Радован Зогович (1907—1986), один из величайших черногорских поэтов 20 века[84].
- Елена Янкович (р. 1985), сербская профессиональная теннисистка, ранее занимавшая первое место в списке WTA[84].
- Милутин Шошкич (1937—2022), легендарный сербский вратарь, выступавший за СФР Югославия[84]
- Борислав Милошевич (1934—2013), сербский дипломат
- София Милошевич (р. 1991), сербская фотомодель.
- Жарко Обрадович (р. 1960), сербский политик и бывший министр образования в правительстве Сербии.
- Славица Джукич Деянович (р. 1951), сербский политик, бывший министр здравоохранения и бывший председатель Национального собрания Сербии.
- Любиша Йокич (р. 1958), бывший генерал армии Сербии и Черногории.
- Дивна Векович (1886—1944), первая женщина-врач в Черногории.
- Вера Муйович (р. 1970), актриса и писательница романов.
- Лидия Вукичевич (р. 1962), сербская актриса и политик.
- Славко Лабович (р. 1962), сербско-датский актер
- Милия и Павле Бакич, сооснователи футбольного клуба «Галатасарай»
- Драган Лабович (р. 1987), сербский баскетболист
- Будислав Шошкич (1925—1979), черногорский коммунист и председатель Народного собрания Социалистической Республики Черногория.
- Деян Шошкич (р. 1967), сербский экономист, бывший управляющий Национального банка Сербии
- Милич Вукашинович (р. 1950), барабанщик, рок-певец и гитарист, наиболее известный по работе с Bijelo dugme
- Бора Дордевич (р. 1952), известный сербский музыкант и певец
- Желько Йоксимович (р. 1972), известный сербский музыкант и певец
- Бобан Райович (р. 1971), известный черногорский фолк-певец
- Блажо Райович (р. 1986), футболист Черногории
- Марко Вешович (р. 1991), футболист Черногории
- Синиша Добрашинович (р. 1977), кипрский футболист черногорского происхождения
- Жарко Зечевич (р. 1950), бывший сербский баскетболист, бывший футбольный администратор и бизнесмен.
- Владимир Дашич (р. 1988), черногорский баскетболист
- Боян Бакич (р. 1983), черногорский баскетболист
- Борис Бакич (р. 1986), черногорский баскетболист
- Иван Джуркович (р. 1986), черногорский гандболист
- Соня Барьяктарович (р. 1986), черногорская гандболистка
- Таня Бакич (р. 1981), черногорский поэт, публицист и публицист
- Василий Томович (1906—1994), черногорский мастер по шахматам
- Митар Милошевич (1924—1995), известный писатель
- Джёрджие Пайкович (1917—1980), черногорский югославский политик, президент Исполнительного совета Социалистической Республики Черногория (премьер-министр) с 1962 по 1963 год.
- Чедо Вукович (1920—2014), черногорский писатель.
- Стефан Бабович (р. 1987), сербский футболист, в настоящее время играющий за ФК «Партизан» и сборную Сербии по футболу
- Бранислав Шошкич (1922—2022), черногорский экономист и политик, президент Социалистической Республики Черногория в 1985—1986 годах.
- Стево Васоевич — легендарный предок племени Васоевичи и персонаж Косовского цикла.
- Хаджи-Продан Глигорьевич (1760—1825), — сербский воевода в Первом сербском восстании[85].